# Louis Charles César Le Tellier
Pour les articles homonymes, voir Le Tellier et Maréchal d'Estrées.
Louis Charles César Le Tellier, marquis de Courtanvaux, comte (1739) puis duc d'Estrées (1763), 39e baron de Montmirail, baron de Tigecourt, chevalier de Louvois, dit le maréchal d'Estrées, est un maréchal de France né le 2 juillet 1695 et mort le 2 janvier 1771.

## Biographie
Descendant d'un frère de Sully, des Neufville-Villeroy, des Robertet et des Briçonnet, arrière-petit-fils du chancelier Michel Le Tellier, petit-fils de Louvois, fils de Michel François Le Tellier (1663–1721), marquis de Courtanvaux, et de Marie Anne d'Estrées († 1741), fille du maréchal-comte Jean II d'Estrées (1624–1707) et sœur cadette du maréchal-duc Victor Marie d'Estrées.

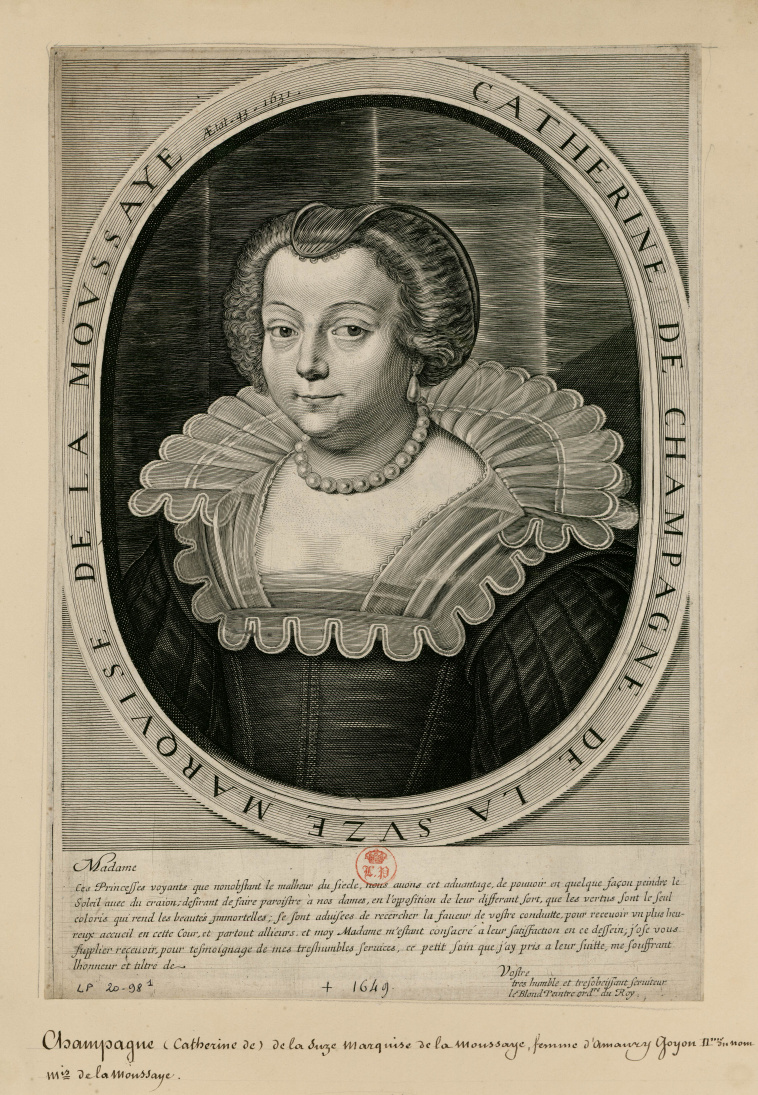
Catherine de Champagne de la Suze

Il épouse en premières noces Anne Catherine de Champagne-La Suze, et en secondes noces Adélaïde Félicité de Brûlart de Sillery de Puisieux. Il est l'invité des salons littéraires et des Grandes Nuits de Sceaux de la duchesse du Maine en son château de Sceaux, dans le cercle des chevaliers de l'ordre de la Mouche à miel.
Inspecteur général de la cavalerie, lieutenant général, il s'illustre à la bataille de Fontenoy (1745) et pendant la guerre de Sept Ans où il est commandant en chef des armées en Westphalie. Il est élevé à la dignité de maréchal de France le 24 février 1757. Le 26 juillet 1757, il bat les Hanovriens et les Hessois commandés par le duc de Cumberland à Hastenbeck, mais il est remplacé à la tête de l'armée par le maréchal de Richelieu. Rappelé au service, il commande aux côtés du maréchal de Soubise à la bataille de Wilhelmsthal, le 24 juin 1762, où les Français subissent une défaite cuisante contre les coalisés commandés par Ferdinand de Brunswick-Lunebourg.
Il est fait chevalier de l'ordre du Saint-Esprit en 1746. Fait ministre d'État[réf. nécessaire] le 2 juillet 1758, il est créé duc d'Estrées (duc à brevet non transmissible) en 1763.
Il est reçu dans la franc-maçonnerie en 1736.
Le musée Carnavalet conservé son portrait en médaillon réalisé par le sculpteur Emmanuel Fontaine.

## Armoiries

Écartelé : aux 1 et 4, d'azur, à trois lézards d'argent, posés en pals, rangés en fasce, au chef de gueules, ch. de trois étoiles d'or (Le Tellier) ; au 2 contre-écartelé : aux a et d, d'argent fretté de sable, au chef d'or chargé de trois merlettes du second (d'Estrées) ; aux c et d, d'argent, au lion armé lampassé et couronné de gueules (de La Cauchie) ; au 3, d'azur, à cinq cotices d'or (Souvré).